# Talisman (U-Boot)
HMS Talisman (Kennung: N78) war ein U-Boot der britischen Royal Navy. Das Kriegsschiff wurde im Zweiten Weltkrieg eingesetzt und ging 1942 im Mittelmeer verloren.

## Einsatzgeschichte
Das U-Boot konnte bei einer seiner ersten Feindfahrten im November 1940 ein französisches Fischfangfahrzeug aufbringen. Das gekaperte Schiff wurde kurze Zeit zur verdeckten Beobachtung feindlicher U-Boot-Bewegungen vor der Gironde eingesetzt und anschließend nach Falmouth gebracht.
Ab 1941 wurde das U-Boot im Mittelmeer eingesetzt. Am 16. August 1941 griff die Talisman 140 Seemeilen nordwestlich von Alexandria das britische U-Boot Otus an. Der irrtümliche Torpedoangriff schlug fehl und die Otus entkam unbeschadet. Im Sommer und Herbst des Jahres 1941 versenkte die Talisman zwei Segelschiffe und drei größere Frachter. Ein Angriff auf den deutschen Frachter Salzburg am 7. Oktober 1941 schlug fehl.
Am 10. September 1942 verließ die Talisman ihre Basis in Gibraltar. Am 14. September 1942 meldete sie die Sichtung eines U-Bootes vor der algerischen Küste. Das gesichtete U-Boot war die Alabastro, ein italienisches U-Boot der  Acciao-Klasse. Das war der letzte Kontakt der Alabastro, denn das U-Boot wurde Stunden später von einem Flugzeug der Alliierten versenkt. Vermutlich lief die Talisman am 17. September 1942 in der Straße von Sizilien auf eine Seemine. Das U-Boot wurde am 18. September offiziell als vermisst erklärt.

## Verbleib
Im Jahr 2018 wurde vor der Küste Tunesiens ein U-Boot-Friedhof entdeckt, der auch U-Boote der T-Klasse enthielt. Es wird vermutet, dass eines der sechs Wracks die HMS Talisman sein könnte. Die Royal Navy erklärte, dass man die gefallenen Seeleute nicht in ihrer Ruhe stören wolle und den Fundort als Soldatenfriedhof markieren würde. Hingegen wollte die italienische Marine Taucherteams entsenden. Die Schiffe liegen in einer Tiefe von etwa 70 Metern.

## Kommandanten
- Lt.Cdr. Philip Stewart Francis (1. März 1940 – 5. März 1941)[6]
- Lt. Michael Willmott (5. März 1941 - † 17.[7] September 1942)[8]

## Kampferfolge (Auswahl)
siehe auch: Detaillierte Geschichte der T-Klasse
| Datum             | |
| ----------------- | --- |
| 25. November 1940 | In der Biskaya wurde nahe Lorient bei 47° 16′ N, 4° 16′ W das französische Fischfangfahrzeug Le Clipper (40 BRT) aufgebracht.                    |
| 30. August 1941   | Nördlich von Bengasi wurden zwei Segelschiffe versenkt.                                                                                          |
| 3. Oktober 1941   | Vor Agios Giorgios wurde das Wrack des in Folge eines Angriffes der Tetrarch gestrandeten deutschen Frachters Yalova (3751 BRT) zerstört.        |
| 4. Oktober 1941   | Nordöstlich von Kea wurde bei 37° 45′ N, 24° 35′ O das vichy-französische Passagierschiff Theophile Gautier (8194 BRT) torpediert und versenkt.  |
| 11. Dezember 1941 | 60 Seemeilen west-süd-westlich von Schiza wurde bei 36° 23′ N, 20° 33′ O das italienische Frachtschiff Calitea (4013 BRT) mit Torpedos versenkt. |